# Citroën C3 WRC
El Citroën C3 WRC es un automóvil de rally diseñado y desarrollado por Citroën World Rally Team para competir en el Campeonato del Mundo de Rally. Se construyó sobre el Citroën C3 y sustituyó al Citroën DS3 WRC. El C3 WRC hizo su debut al comienzo de la temporada 2017, es manejado por Craig Breen, Stéphane Lefebvre y Kris Meeke, con Khalid Al Qassimi entrando en un cuarto coche en algunos rallys seleccionados.

## Desarrollo
Citroën anunció oficialmente sus intenciones de retirarse de la competición a tiempo completo al final de la temporada 2015 con el fin de centrarse en el desarrollo del C3 WRC. El equipo disputó eventos seleccionados durante la temporada 2016, utilizando el Citroën DS3 WRC como una plataforma de pruebas para distintas partes seleccionadas. El Citroën C-Elysée WTCC, el coche utilizado por Citroën en el Campeonato Mundial de Turismos, realizó otras pruebas y desarrollo. El debut del C3 WRC en 2017 coincidió con las revisiones generalizadas de las regulaciones técnicas del deporte.

## Resultados en el Campeonato Mundial de Rallys

### Rallys ganados
| Temp. | No. | Rally                                    | Superficie | Piloto          | Copiloto         | Equipo                      |
| ----- | --- | ---------------------------------------- | ---------- | --------------- | ---------------- | --------------------------- |
| 2017  | 1   | 31.er Rally Guanajuato México            | Tierra     | Kris Meeke      | Paul Nagle       | Citroën Total Abu Dhabi WRT |
| 2017  | 2   | 53° RACC Rally Catalunya — Costa Daurada | Mixta      | Kris Meeke      | Paul Nagle       | Citroën Total Abu Dhabi WRT |
| 2018  | 3   | 54° RACC Rally Catalunya — Costa Daurada | Mixta      | Sébastien Loeb  | Daniel Elena     | Citroën Total Abu Dhabi WRT |
| 2019  | 4   | 87ème Rallye Automobile Monte-Carlo      | Mixta      | Sébastien Ogier | Julien Ingrassia | Citroën Total WRT           |
| 2019  | 5   | 33º Rally Guanajuato México              | Tierra     | Sébastien Ogier | Julien Ingrassia | Citroën Total WRT           |
| 2019  | 6   | 12. Rally Turkey Marmaris                | Tierra     | Sébastien Ogier | Julien Ingrassia | Citroën Total WRT           |

### Reultados completos en el Campeonato Mundial de Rallys
| Año  | Equipo                      | Piloto            | Rondas  | Rondas  | Rondas | Rondas  | Rondas  | Rondas  | Rondas  | Rondas | Rondas  | Rondas  | Rondas | Rondas | Rondas  | Rondas | Puntos | Pos CMC |
| Año  | Equipo                      | Piloto            | 1       | 2       | 3      | 4       | 5       | 6       | 7       | 8      | 9       | 10      | 11     | 12     | 13      | 14     | Puntos | Pos CMC |
| ---- | --------------------------- | ----------------- | ------- | ------- | ------ | ------- | ------- | ------- | ------- | ------ | ------- | ------- | ------ | ------ | ------- | ------ | ------ | ------- |
| 2017 | Citroën Total Abu Dhabi WRT | Kris Meeke        | MON Ret | SWE 12  | MEX 1  | FRA Ret | ARG Ret | POR 18  | ITA Ret | POL    | FIN 8   | GER Ret | ESP 1  | GBR 7  | AUS 7   |        | 218    | 4º      |
| 2017 | Citroën Total Abu Dhabi WRT | Craig Breen       | MON     | SWE 5   | MEX    | FRA 5   | ARG Ret | POR 5   | ITA 25  | POL 11 | FIN 5   | GER 5   | ESP    | GBR 15 | AUS Ret |        | 218    | 4º      |
| 2017 | Citroën Total Abu Dhabi WRT | Stéphane Lefebvre | MON 9   | SWE     | MEX 15 | FRA 50  | ARG     | POR 13  | ITA     | POL 5  | FIN     | GER     | ESP 6  | GBR    | AUS Ret |        | 218    | 4º      |
| 2017 | Citroën Total Abu Dhabi WRT | Andreas Mikkelsen | MON     | SWE     | MEX    | FRA     | ARG     | POR     | ITA 8   | POL 9  | FIN     | GER 2   | ESP    | GBR    | AUS     |        | 218    | 4º      |
| 2017 | Citroën Total Abu Dhabi WRT | Khalid Al Qassimi | MON     | SWE     | MEX    | FRA     | ARG     | POR 17  | ITA     | POL    | FIN 16  | GER     | ESP 17 | GBR 22 | AUS     |        | 218    | 4º      |
| 2018 | Citroën Total Abu Dhabi WRT | Kris Meeke        | MON 4   | SWE Ret | MEX 3  | FRA 9   | ARG 7   | POR Ret | ITA WD  | FIN    | GER     | TUR     | GBR    | ESP    | AUS     |        | 237    | 4º      |
| 2018 | Citroën Total Abu Dhabi WRT | Craig Breen       | MON 9   | SWE 2   | MEX    | FRA     | ARG Ret | POR 7   | ITA 6   | FIN 8  | GER 7   | TUR Ret | GBR 4  | ESP 9  | AUS 7   |        | 237    | 4º      |
| 2018 | Citroën Total Abu Dhabi WRT | Sébastien Loeb    | MON     | SWE     | MEX 5  | FRA 14  | ARG     | POR     | ITA     | FIN    | GER     | TUR     | GBR    | ESP 1  | AUS     |        | 237    | 4º      |
| 2018 | Citroën Total Abu Dhabi WRT | Mads Østberg      | MON     | SWE 6   | MEX    | FRA     | ARG     | POR 6   | ITA 5   | FIN 2  | GER Ret | TUR 23  | GBR 8  | ESP    | AUS 3   |        | 237    | 4º      |
| 2018 | Citroën Total Abu Dhabi WRT | Khalid Al Qassimi | MON     | SWE     | MEX    | FRA     | ARG 14  | POR     | ITA     | FIN 37 | GER     | TUR 15  | GBR    | ESP 21 | AUS     |        | 237    | 4º      |
| 2019 | Citroën Total WRT           | Sébastien Ogier   | MON 1   | SWE 29  | MEX 1  | FRA 2   | ARG 3   | CHL 2   | POR 3   | ITA 41 | FIN 5   | GER 7   | TUR 1  | GBR 3  | ESP 8   | AUS C  | 284    | 3º      |
| 2019 | Citroën Total WRT           | Esapekka Lappi    | MON Ret | SWE 2   | MEX 13 | FRA 7   | ARG Ret | CHL 6   | POR Ret | ITA 7  | FIN 2   | GER 8   | TUR 2  | GBR 27 | ESP Ret | AUS C  | 284    | 3º      |